# Table des caractères Unicode/U10A60
Cette page contient des caractères spéciaux ou non latins. S’ils s’affichent mal (▯, ?, etc.), consultez la page d’aide Unicode.
Table des caractères Unicode U+10A60 à U+10A7F.

## Ancien sud-arabique
Utilisés pour l’écriture avec l’alphabet sud-arabique.

### Table des caractères
| en fr   | 0 | 1 | 2 | 3 | 4 | 5 | 6 | 7 | 8 | 9 | A | B | C | D | E | F |
| U+10A60 | 𐩠 | 𐩡 | 𐩢 | 𐩣 | 𐩤 | 𐩥 | 𐩦 | 𐩧 | 𐩨 | 𐩩 | 𐩪 | 𐩫 | 𐩬 | 𐩭 | 𐩮 | 𐩯 |
| U+10A70 | 𐩰 | 𐩱 | 𐩲 | 𐩳 | 𐩴 | 𐩵 | 𐩶 | 𐩷 | 𐩸 | 𐩹 | 𐩺 | 𐩻 | 𐩼 | 𐩽 | 𐩾 | 𐩿 |
| ------- | - | - | - | - | - | - | - | - | - | - | - | - | - | - | - | - |